# Minneskort

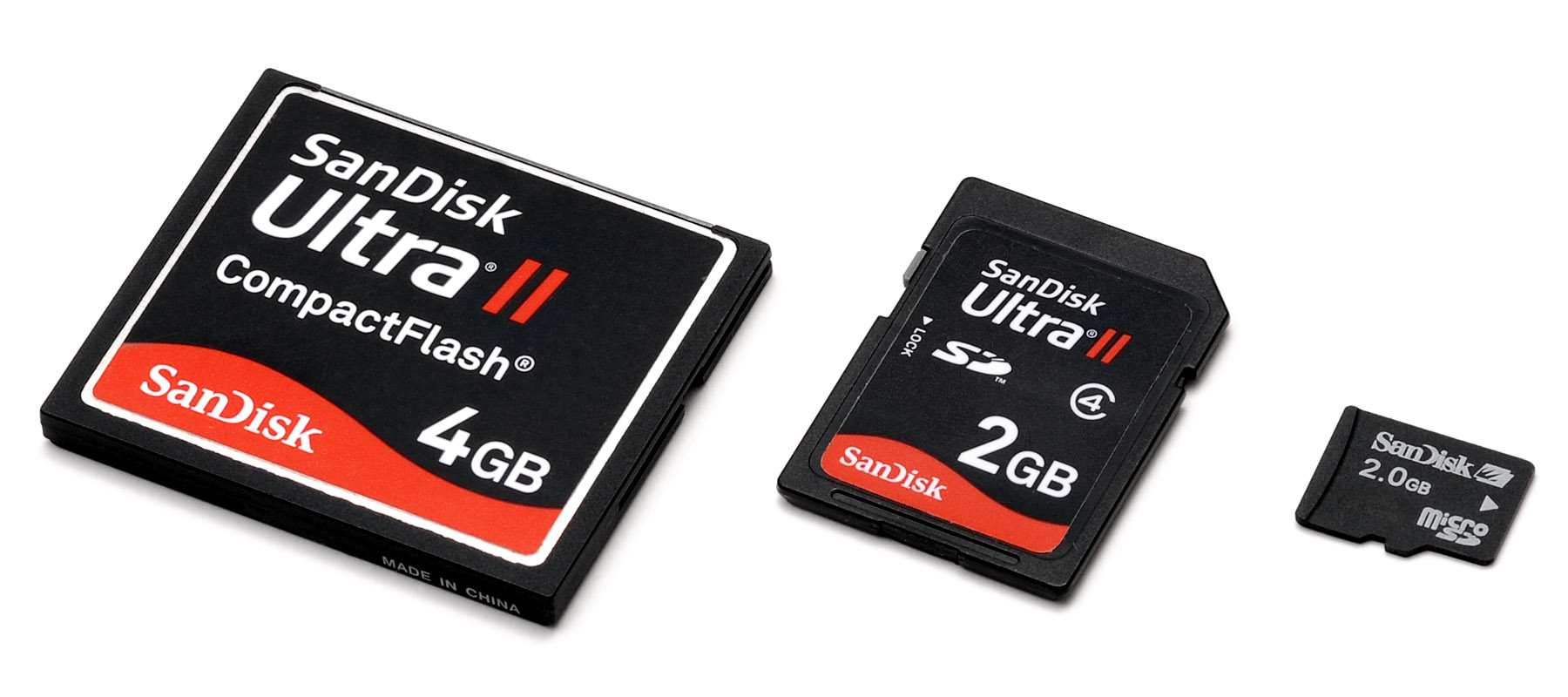
Olika typer av minneskort. Från vänster: CompactFlash, SD och MicroSD.

Ett minneskort är en digital lagringsenhet i form av ett litet kort som kan sättas in i digitala apparater, till exempel datorer, digitalkameror, MP3-spelare och mobiltelefoner, för att spara data som bilder och musik på. Minneskort finns även till vissa TV-spel och fyller då funktionen att de sparar spelarstatistik som till exempel poäng, inställningar, med mera. Minneskort avsedda för TV-spel saknar ofta praktisk användning på andra sätt än tillsammans med den konsol som de är avsedda för.
För att läsa av ett minneskort behövs elektronik som kan läsa och överföra data från minneskortet. Många apparater som idag använder minneskort har inbyggd läselektronik och kommunicerar med omvärlden genom till exempel en USB-port. I dessa fall är det inte nödvändigt att ta ut minneskortet ur apparaten. Andra och äldre apparater som använder minneskort men inte har inbyggd läselektronik kan kräva att man tar ut minneskortet ur apparaten och sätter in det i en separat kortläsare. Marknaden erbjuder enkla, små minneskortläsare som kan kopplas till en dator via en USB-port, såväl som minneskortläsare permanent installerade i en dator.
Minneskort kan idag köpas i olika format och kapaciteter från några få MB (megabyte) till hundratals GB (gigabyte)

## Generella minneskort
Det finns idag en mängd olika minneskort tillgängliga på marknaden. Det utvecklas ständigt nya minneskort för att uppfylla de behov som uppstår när elektroniken krymper och flera nya typer av apparater kan produceras. Här följer en lista på några vanliga minneskort:
- CompactFlash
- Secure Digital (SD)
- Memory Stick
- SmartMedia
- xD-Picture Card
- MultiMediaCard
- miniSD
- microSD

## Specifika minneskort
Exempel på TV-spel som till viss del kan använda separata minneskort:
- Dreamcast
- Playstation
- Nintendo 64
- Playstation 2
- Gamecube
- Xbox
- Xbox 360
- Wii

OBS! Ett flertal TV-spel har sparfunktionen inbyggt i själva konsolen eller i spelkassetten och använder i flertalet av dessa fall inte några separata minneskort. Detta gäller till exempel alla Game Boy, NES- och SNES-enheter.